# Entwurfsplanung
Entwurfsplanung ist die Phase in einem Planungsprozess, in der ein Entwurf erarbeitet wird. Der Begriff wird in Deutschland vor allem im Bauwesen verwendet. In den Leistungsbildern der Objekt- und Fachplanung der HOAI nach § 34,39,43,47,51,55 wird die Entwurfsplanung als 3. von 9 Leistungsphasen (LP 3) genannt. Das Ziel der Entwurfsplanung ist es, aufbauend auf der Vorplanung, ein stimmiges und realisierbares Planungskonzept, das alle projektspezifischen Problemstellungen berücksichtigt, zu entwickeln. Bei Projekten, die eine Genehmigung voraussetzen, bildet die Entwurfsplanung die Grundlage für die anschließende Genehmigungsplanung.
Im Gegensatz zum „Entwerfen“ ist der Begriff „Entwurfsplanung“ genau definiert. Welche Leistungen im Einzelnen im Planungsprozess zu vergüten sind, wird in Deutschland in der HOAI geregelt. Der Entwurf als Ergebnis der Entwurfsplanung stellt das fertige Planungskonzept mit allen festgelegten Komponenten dar. Die Entwurfsplanung basiert auf der Bedarfsplanung des Auftraggebers und erfordert daher einen detaillierten Abstimmungsprozess mit diesem. In der HOAI wird der Detaillierungsgrad, also die Anforderungen bezüglich Darstellung und Planungstiefe, nicht eindeutig festgelegt. So heißt es zum Beispiel bei der Beschreibung der Grundleistungen im Leistungsbild Technische Ausrüstung, Zitat: „[...] Zeichnerische Darstellung des Entwurfs in einem mit dem Objektplaner abgestimmten Ausgabemaßstab mit Angabe maßbestimmender Dimensionen [...]“

## Grundleistungen der Objektplanung

### Leistungsbild: Gebäude und Innenräume
Im Leistungsbild Gebäude und Innenräume (§ 34) sind für die Entwurfsplanung 15 Prozent der Honorare nach HOAI bewertet. In Anlage 10 sind die Grundleistungen beschrieben:
1. Erarbeiten der Entwurfsplanung, unter weiterer Berücksichtigung der wesentlichen Zusammenhänge, Vorgaben und Bedingungen (zum Beispiel städtebauliche, gestalterische, funktionale, technische, wirtschaftliche, ökologische, soziale, öffentlich-rechtliche) auf der Grundlage der Vorplanung und als Grundlage für die weiteren Leistungsphasen und die erforderlichen öffentlich-rechtlichen Genehmigungen unter Verwendung der Beiträge anderer an der Planung fachlich Beteiligter. Zeichnungen nach Art und Größe des Objekts im erforderlichen Umfang und Detaillierungsgrad unter Berücksichtigung aller fachspezifischen Anforderungen, zum Beispiel bei Gebäuden im Maßstab 1:100, zum Beispiel bei Innenräumen im Maßstab 1:50 bis 1:20
2. Bereitstellen der Arbeitsergebnisse als Grundlage für die anderen an der Planung fachlich Beteiligten sowie Koordination und Integration von deren Leistungen
3. Objektbeschreibung
4. Verhandlungen über die Genehmigungsfähigkeit
5. Kostenberechnung nach DIN 276 und Vergleich mit der Kostenschätzung
6. Fortschreiben des Terminplans
7. Zusammenfassen, Erläutern und Dokumentieren der Ergebnisse

### Leistungsbild: Freianlagen
Im Leistungsbild Freianlagen (§ 39) sind für die Entwurfsplanung 16 Prozent der Honorare nach HOAI bewertet. In Anlage 11 sind die Grundleistungen beschrieben:
1. Erarbeiten der Entwurfsplanung auf Grundlage der Vorplanung unter Vertiefung zum Beispiel der gestalterischen, funktionalen, wirtschaftlichen, standörtlichen, ökologischen, natur- und artenschutzrechtlichen Anforderungen Abstimmen oder Koordinieren unter Integration der Beiträge anderer an der Planung fachlich Beteiligter
2. Abstimmen der Planung mit zu beteiligenden Stellen und Behörden
3. Darstellen des Entwurfs zum Beispiel im Maßstab 1:500 bis 1:100, mit erforderlichen Angaben insbesondere
  - zur Bepflanzung,
  - zu Materialien und Ausstattungen,
  - zu Maßnahmen auf Grund rechtlicher Vorgaben,
  - zum terminlichen Ablauf
4. Objektbeschreibung mit Erläuterung von Ausgleichs- und Ersatzmaßnahmen nach Maßgabe der naturschutzrechtlichen Eingriffsregelung
5. Kostenberechnung, zum Beispiel nach DIN 276 einschließlich zugehöriger Mengenermittlung
6. Vergleich der Kostenberechnung mit der Kostenschätzung
7. Zusammenfassen, Erläutern und Dokumentieren der Entwurfsplanungsergebnisse

### Leistungsbild: Ingenieurbauwerke
Im Leistungsbild Ingenieurbauwerke (§ 43) sind für die Entwurfsplanung 25 Prozent der Honorare nach HOAI bewertet. In der Anlage 12 sind die Grundleistungen beschrieben:
1. Erarbeiten des Entwurfs auf Grundlage der Vorplanung durch zeichnerische Darstellung im erforderlichen Umfang und Detaillierungsgrad unter Berücksichtigung aller fachspezifischen Anforderungen, Bereitstellen der Arbeitsergebnisse als Grundlage für die anderen an der Planung fachlich Beteiligten sowie Integration und Koordination der Fachplanungen
2. Erläuterungsbericht unter Verwendung der Beiträge anderer an der Planung fachlich Beteiligter
3. fachspezifische Berechnungen ausgenommen Berechnungen aus anderen Leistungsbildern
4. Ermitteln und Begründen der zuwendungsfähigen Kosten, Mitwirken beim Aufstellen des Finanzierungsplans sowie Vorbereiten der Anträge auf Finanzierung
5. Mitwirken beim Erläutern des vorläufigen Entwurfs gegenüber Dritten an bis zu drei Terminen, Überarbeiten des vorläufigen Entwurfs auf Grund von Bedenken und Anregungen
6. Vorabstimmen der Genehmigungsfähigkeit mit Behörden und anderen an der Planung fachlich Beteiligten
7. Kostenberechnung einschließlich zugehöriger Mengenermittlung, Vergleich der Kostenberechnung mit der Kostenschätzung
8. Ermitteln der wesentlichen Bauphasen unter Berücksichtigung der Verkehrslenkung und der Aufrechterhaltung des Betriebes während der Bauzeit
9. Bauzeiten- und Kostenplan
10. Zusammenfassen, Erläutern und Dokumentieren der Ergebnisse

### Leistungsbild: Verkehrsanlagen
Im Leistungsbild Verkehrsanlagen (§ 47) sind für die Entwurfsplanung 25 Prozent der Honorare nach HOAI bewertet. In der Anlagen 13 sind die Grundleistungen beschrieben:
1. Erarbeiten des Entwurfs auf Grundlage der Vorplanung durch zeichnerische Darstellung im erforderlichen Umfang und Detaillierungsgrad unter Berücksichtigung aller fachspezifischen Anforderungen Bereitstellen der Arbeitsergebnisse als Grundlage für die anderen an der Planung fachlich Beteiligten, sowie Integration und Koordination der Fachplanungen
2. Erläuterungsbericht unter Verwendung der Beiträge anderer an der Planung fachlich Beteiligter
3. Fachspezifische Berechnungen ausgenommen Berechnungen aus anderen Leistungsbildern
4. Ermitteln der zuwendungsfähigen Kosten, Mitwirken beim Aufstellen des Finanzierungsplans sowie Vorbereiten der Anträge auf Finanzierung
5. Mitwirken beim Erläutern des vorläufigen Entwurfs gegenüber Dritten an bis zu drei Terminen, Überarbeiten des vorläufigen Entwurfs auf Grund von Bedenken und Anregungen
6. Vorabstimmen der Genehmigungsfähigkeit mit Behörden und anderen an der Planung fachlich Beteiligten
7. Kostenberechnung einschließlich zugehöriger Mengenermittlung, Vergleich der Kostenberechnung mit der Kostenschätzung
8. Überschlägige Festlegung der Abmessungen von Ingenieurbauwerken
9. Ermitteln der Schallimmissionen von der Verkehrsanlage nach Tabellenwerten; Festlegen der erforderlichen Schallschutzmaßnahmen an der Verkehrsanlage, gegebenenfalls unter Einarbeitung der Ergebnisse detaillierter schalltechnischer Untersuchungen und Feststellen der Notwendigkeit von Schallschutzmaßnahmen an betroffenen Gebäuden
10. Rechnerische Festlegung des Objekts
11. Darlegen der Auswirkungen auf Zwangspunkte
12. Nachweis der Lichtraumprofile
13. Ermitteln der wesentlichen Bauphasen unter Berücksichtigung der Verkehrslenkung und der Aufrechterhaltung des Betriebs während der Bauzeit
14. Bauzeiten- und Kostenplan
15. Zusammenfassen, Erläutern und Dokumentieren der Ergebnisse

### Leistungsbild: Tragwerksplanung
Im Leistungsbild Tragwerksplanung (§ 51) sind für die Entwurfsplanung 15 Prozent der Honorare nach HOAI bewertet. In der Anlage 14 sind die Grundleistungen beschrieben:
1. Erarbeiten der Tragwerkslösung, unter Beachtung der durch die Objektplanung integrierten Fachplanungen, bis zum konstruktiven Entwurf mit zeichnerischer Darstellung
2. Überschlägige statische Berechnung und Bemessung
3. Grundlegende Festlegungen der konstruktiven Details und Hauptabmessungen des Tragwerks für zum Beispiel Gestaltung der tragenden Querschnitte, Aussparungen und Fugen; Ausbildung der Auflager- und Knotenpunkte sowie der Verbindungsmittel
4. Überschlägiges Ermitteln der Betonstahlmengen im Stahlbetonbau, der Stahlmengen im Stahlbau und der Holzmengen im Ingenieurholzbau
5. Mitwirken bei der Objektbeschreibung bzw. beim Erläuterungsbericht
6. Mitwirken bei Verhandlungen mit Behörden und anderen an der Planung fachlich Beteiligten über die Genehmigungsfähigkeit
7. Mitwirken bei der Kostenberechnung und bei der Terminplanung
8. Mitwirken beim Vergleich der Kostenberechnung mit der Kostenschätzung
9. Zusammenfassen, Erläutern und Dokumentieren der Ergebnisse

### Leistungsbild: Technische Gebäudeausrüstung
Im Leistungsbild technische Gebäudeausrüstung (§ 55) sind für die Entwurfsplanung 17 Prozent der Honorare nach HOAI bewertet. In der Anlage 15 sind die Grundleistungen beschrieben:
1. Durcharbeiten des Planungskonzepts (stufenweise Erarbeitung einer Lösung) unter Berücksichtigung aller fachspezifischen Anforderungen sowie unter Beachtung der durch die Objektplanung integrierten Fachplanungen, bis zum vollständigen Entwurf
2. Festlegen aller Systeme und Anlagenteile
3. Berechnen und Bemessen der technischen Anlagen und Anlagenteile, Abschätzen von jährlichen Bedarfswerten (z. B. Nutz-, End- und Primärenergiebedarf) und Betriebskosten; Abstimmen des Platzbedarfs für technische Anlagen und Anlagenteile; Zeichnerische Darstellung des Entwurfs in einem mit dem Objektplaner abgestimmten Ausgabemaßstab mit Angabe maßbestimmender Dimensionen Fortschreiben und Detaillieren der Funktions- und Strangschemata der Anlagen Auflisten aller Anlagen mit technischen Daten und Angaben zum Beispiel für Energiebilanzierungen Anlagenbeschreibungen mit Angabe der Nutzungsbedingungen
4. Übergeben der Berechnungsergebnisse an andere Planungsbeteiligte zum Aufstellen vorgeschriebener Nachweise; Angabe und Abstimmung der für die Tragwerksplanung notwendigen Angaben über Durchführungen und Lastangaben (ohne Anfertigen von Schlitz- und Durchführungsplänen)
5. Verhandlungen mit Behörden und mit anderen zu beteiligenden Stellen über die Genehmigungsfähigkeit
6. Kostenberechnung nach DIN 276 (3. Ebene) und Terminplanung
7. Kostenkontrolle durch Vergleich der Kostenberechnung mit der Kostenschätzung
8. Zusammenfassen, Erläutern und Dokumentieren der Ergebnisse

Zusätzlich gehört das Erzeugen einer Objektliste zum Leistungsbild. 

## Besondere Leistungen
Die in der Kategorie Besondere Leistungen genannten Leistungen, also Leistungen, welche gesondert vergütet werden müssen, unterscheiden sich bei allen Leistungsbildern der Objekt- und Fachplanung. 